# Partido di José Clemente Paz
Il partido di José Clemente Paz è un dipartimento (partido) dell'Argentina facente parte della Provincia di Buenos Aires. Il capoluogo è José Clemente Paz. Si tratta di uno dei 24 partidos che compongono la cosiddetta "Grande Buenos Aires".

## Geografia antropica

### Suddivisioni amministrative
Il partido di José Clemente Paz non contempla divisioni amministrative inferiori. In passato esistevano, oltre al capoluogo, due località, Del Viso e Tortuguitas, che al censimento del 2001 contavano rispettivamente 5 949 e 7 622 abitanti.